# Miezgovce
Miezgovce é um município da Eslováquia, situado no distrito de Bánovce nad Bebravou, na região de Trenčín. Tem 8,75 km² de área e sua população em 2018 foi estimada em 280 habitantes. Foi citado pela primeira vez em documento oficial no ano de 1329.

## Demografia
| Ano:        | 1994 | 2004   | 2014    | 2024   |
| ----------- | ---- | ------ | ------- | ------ |
| Broj ljudi: | 242  | 245    | 280     | 298    |
| Razlika:    |      | +1,23% | +14,28% | +6,42% |

| Ano:               | 2023 | 2024   |
| ------------------ | ---- | ------ |
| Número de pessoas: | 296  | 298    |
| Diferença:         |      | +0,67% |